# 呉清源杯世界女子囲碁選手権
呉清源杯世界女子囲碁選手権（ごせいげんはい せかいじょしいごせんしゅけん、吴清源杯世界女子围棋赛）は、囲碁の国際棋戦。呉清源の故郷である福建省福州市にて、呉清源の意志を受け継いで囲碁の世界的発展を目的に、2018年に始まった。
第1回は中国、日本、韓国、中華台北、ヨーロッパ、北米の代表選手28名が出場して、囲碁ソフトによる「貝瑞基因杯2018世界人工知能囲棋大戦」（贝瑞基因杯2018世界人工智能围棋大赛）、ペア碁棋戦「博思杯親縁囲棋招待戦」（博思杯亲缘围棋邀请赛）とともに開催された。
- 主催 中国囲棋協会、福州市人民政府
- 協力 福州市体育局、鼓楼区人民政府、長楽区人民政府、福州市囲棋協会
- 共催 日本棋院、韓国棋院、福州市土地房屋開発総公司
- 優勝賞金 50万元

## 過去の優勝者と決勝戦
- 第1回 2018年 金彩瑛（韓国） 2-0 崔精（韓国）
- 第2回 2019年 崔精（韓国） 2-0 王晨星（中国）
- 第3回 2020年 周泓余（中国） 2-1 於之瑩（中国）
- 第4回 2021年 崔精（韓国） 2-1 於之瑩（中国）
- 第5回 2022年 呉侑珍（韓国） 2-1 王晨星（中国）
- 第6回 2023年 崔精（韓国）2–0 藤沢里菜（日本）
- 第7回 2024年 上野愛咲美五段（日本） 2–1 唐嘉雯（中国）

## 第1回
予選から準決勝までは、2018/4/26-5/1、決勝戦は7/23-25に行われた。

### 方式
- 出場選手は、中国8、欧州6、日本・韓国・北米4、中華台北2の、28名。
- 対戦はトーナメント形式、決勝戦は三番勝負。
- ルールは中国ルール、コミは7目半。
- 持時間は、各2時間。

### 結果
- 予選
  - 殷明明（北米） - Elvina Kalsberg（欧州）
  - Rita Pocsai（欧州） - Gabriella Su（北米）
  - 余瑾（北米） - Laura Avram（欧州）
  - 豊雲（北米） - Natalia Kovaleva（欧州）
- 1回戦
  - 呉政娥（韓国） - 郭鵑（欧州）
  - 於之瑩（中国） - 殷明明
  - 張璇（中国） - Rita Pocsai
  - 金彩瑛（韓国） - 牛栄子（日本）
  - 上野愛咲美（日本） - 余瑾
  - 李赫（中国） - 楊子萱（中華台北）
  - 陸敏全（中国） - Manuela Marz（欧州）
  - 尹渠（中国） - 豊雲
- 2回戦
  - 呉政娥 - 王晨星（中国）
  - 於之瑩 - 呉侑珍（韓国）
  - 謝依旻（日本） - 張璇
  - 金彩瑛 - 高星（中国）
  - 上野愛咲美 - 芮廼偉（中国）
  - 李赫 - 黒嘉嘉（中華台北）
  - 陸敏全 - 藤沢里菜（日本）
  - 崔精（韓国） - 尹渠
- 3回戦: 於之瑩 - 呉政娥、金彩瑛 - 謝依旻、李赫 - 上野愛咲美、崔精 - 陸敏全
- 準決勝: 金彩瑛 - 於之瑩、崔精 - 李赫
- 決勝戦: 金彩瑛 2-0 崔精

## 第2回
福州市にて11カ国28人の選手が参加し、予選から準決勝までは2019/4/27-5/1にシャングリラホテルで、準決勝、決勝戦は2017年に落成した呉清源囲碁会館で11月30日、12月2-3日に行われた。
またこれと同時に博思杯2019世界人工知能囲棋大戦（博思杯2019世界人工智能围棋大赛）、及び決勝戦と同日に、中日女子囲棋超新星招待戦（中日女子围棋超新星邀请赛）三番勝負が行われた。

### 方式
- 出場選手は、中国6、日本・韓国5・北米2、欧州4、中華台北2の、24名。
- 対戦はトーナメント形式、決勝戦は三番勝負。
- ルールは中国ルール、コミは7目半。
- 持時間は、各2時間。

### 結果
- 予選
  - 豊雲（米国） - Dina Burdakova（ロシア）
  - 殷明明（米国） - 李晨碩（カナダ）
  - Ariane Ougier（フランス） - Rita Pocsai（ハンガリー）
  - Natalia Kovaleva（ロシア） - 蘇格平（米国）
- 1回戦

高星（中国） - 謝依旻（日本）、　王爽（中国） - 万波奈穂（日本）
李赫（中国） - 牛栄子（日本）、　曹承亜（韓国） - 兪俐均（中華台北）
陸敏全（中国） - 豊雲（米国）、　呉侑珍（韓国） - 殷明明（米国）
楊子萱（中華台北） - Ariane Ougier（フランス）、　金恵敏（韓国） - Natalia Kovaleva（ロシア）
- 2回戦

崔精（韓国） - 楊子萱、　高星 - 呉政娥
李赫 - 金彩瑛（韓国）、　王爽 - 藤沢里菜（日本）
王晨星 - 曹承亜、　呉侑珍 - 於之瑩（中国）
芮廼偉（中国） - 金恵敏、　上野愛咲美（日本） - 陸敏全
- 3回戦: 崔精 - 高星、 李赫 - 王爽、 王晨星 - 呉侑珍、 芮廼偉 - 上野愛咲美
- 準決勝: 崔精 - 李赫、 王晨星 - 芮廼偉
- 決勝戦: 崔精 2-0 王晨星

### 博思杯2019世界人工知能囲棋大戦
中国の「星陣」「奕小天」「棋精霊」「LeeZero」、日本の「Raynz」、韓国の「DolBaram」「BADUKi」、フランス「Golois」の、8ソフトが参加して行われ、優勝ソフトと呉清源杯出場4棋士との対抗戦が行われた。
- 決勝戦: 星陣 3-0 BADUKi
- 人机対抗戦: 星陣 4-0 （二子）◯芮廼偉、◯王晨星、◯李赫、◯曹承亜

### 中日女子囲棋超新星招待戦三番勝負
- 呉依銘 2-0 仲邑菫

### ポスター
棋戦のポスターでは、出場各棋士のイラストとキャッチコピーが描かれた。
- 崔精「未饶崔徽精诚致 惟许星子点玄石」
- 芮廼偉「天涯棋客风姿伟 迺慰枰生气韵清」
- 王晨星「榧外花王弹玉指 月边河汉映晨星」
- 於之瑩「芳卿於我云棋妙 向之莹玉澈冰心」
- 呉侑珍「珍藏心意蓄纤指 嘉弈吴图侑清欢」
- 上野愛咲美「陌上野游自清美 平生爱笑多弈兴」
- 曹承亜「承露薄裳青玉亚 分曹轻试布繁英」
- 金彩瑛「金风玉露思彩袖 幽瀚星池是瑶瑛」
- 藤沢里菜「幽枰常于藤萝里 芳泽应慕菜花开」
- 謝依旻「静扣素玄应小谢 依微星雨洒旻天」
- 万波奈穂「万顷烟波娇何奈 一枝青穗棋作歌」
- 呉政娥「琼宇月娥花饮露 吴门佳子石弈棋」
- 楊子萱「晓庭萱草烟波漫 杨柳春风玉子横」
- 兪俐均「娉婷佳俐弈同心 旖旎灵均不受尘」
- 豊雲「碧云绕秋窥橘秘 胜岁丰年争妙局」

## 第3回
福州市にて開催。表彰式にはテレビドラマ「棋魂」出演者も出席した。またこれと同時に福建海峡銀行杯2020世界人工智能囲棋大戦（福建海峡银行杯2020年世界人工智能围棋大赛）が行われた。

### 方式
- 出場選手は、中国9、韓国5、日本4、中華台北2、北米2、欧州2の、24名。
- 対戦はトーナメント形式、決勝戦は三番勝負。
- ルールは中国ルール、コミは7目半。
- 持時間は、各2時間。

### 結果
- 1回戦(9/27)

金彩瑛（韓国） - 潘陽（中国）、呉依銘（中国） - 謝依旻（日本）
楊子萱（中華台北） - 豊雲（北米）、李赫（中国） - 殷明明（北米）
鈴木歩（日本） - 金恩持（韓国）、黒嘉嘉（中華台北） - Dina Burdakova（ロシア）
呉政娥（韓国） - Ariane Ougier（フランス）、上野愛咲美（日本） - 王爽（中国）
- 2回戦(9/28)

周泓余（中国） - 金彩瑛、呉侑珍（韓国） - 呉依銘、芮廼偉（中国） - 楊子萱、李赫 - 藤沢里菜（日本）
於之瑩（中国） - 鈴木歩、陸敏全（中国） - 黒嘉嘉、王晨星（中国）- 呉政娥、上野愛咲美 - 崔精（韓国）
- 3回戦(9/29): 周泓余 - 呉侑珍、 芮廼偉 - 李赫、 於之瑩 - 陸敏全、 王晨星 - 上野愛咲美
- 準決勝(11/30): 周泓余 - 芮廼偉、 於之瑩 - 王晨星
- 決勝戦(12/2-4): 周泓余 2-1 於之瑩

### 福建海峡銀行杯2020世界人工智能囲棋大戦
5か国の20システムが参加して、予選、本戦が行われ、中国の「星陣」が優勝した。
- 決勝戦(12/4):星陣(Golaxy) 4-0 采薇囲棋(Myrtle Go)

## 第4回
2021年7月から12月まで福州市の主催でネット対局で開催された。これと同時に福建海峡銀行杯2021世界人工智能囲棋戦（福建海峡银行杯2021年世界人工智能围棋赛）が福州市の博思人工智能与囲棋展示館で行われた。

### 方式
- 出場選手は、中国9、日本5、韓国4、中華台北2、北米2、欧州2の、24名。
- 対戦はトーナメント形式、決勝戦は三番勝負。
- ルールは中国ルール、コミは7目半。
- 持時間は、各2時間。

### 結果
- 1回戦(7/18)

陸敏全（中国） - 謝依旻（日本）、仲邑菫（日本） - 金彩瑛（韓国）
方若曦（中国） - 殷明明（北米）、曺承亜（韓国） - 黒嘉嘉（中華台北）
上野愛咲美（日本） - 盧鈺樺（中華台北）、李鑫怡（中国） - Manuela Marz（ドイツ）
鈴木歩（日本） - 豊雲（北米）、呉侑珍（韓国） - Natalia Kovaleva（ロシア）
- 2回戦(7/19)

崔精（韓国） - 陸敏全、周泓余（中国） - 仲邑菫、方若曦 - 芮廼偉（中国）、曺承亜 - 唐嘉雯（中国）
於之瑩（中国） - 上野愛咲美、藤沢里菜（日本） - 李鑫怡、王晨星（中国）- 鈴木歩、呉侑珍 - 李赫（中国）
- 3回戦(7/20): 崔精 - 周泓余、 方若曦 - 曺承亜、 於之瑩 - 藤沢里菜、 王晨星 - 呉侑珍
- 準決勝(11/30): 崔精 - 方若曦、 於之瑩 - 王晨星
- 決勝戦(12/2-4): 崔精 2-1 於之瑩

### 福建海峡銀行杯2021世界人工智能囲棋大戦
- 準決勝(12/1) 星陣囲棋 3-0 大胖囲棋、天狗囲棋 3-0 魚囲棋
- 決勝戦(12/2-3) 星陣囲棋 4-0 天狗囲棋（3位 大胖囲棋）

## 第5回
2022年7月から9月まで福州市の主催でネット対局で開催された。これと同時に、福州親族アマチュア囲棋戦（福州亲缘业余围棋赛）、中国作家囲棋招待戦（中国作家围棋邀请赛）、世界人工智能囲棋大戦（世界人工智能围棋大赛）が行われた。

### 方式
- 出場選手は、中国9、韓国5、日本4、中華台北2、北米2、欧州2の、24名。
- 対戦はトーナメント形式、決勝戦は三番勝負。
- ルールは中国ルール、コミは7目半。
- 持時間は、各2時間、1分の秒読み5回

### 結果
- 1回戦(7/30)

豊雲（北米） - Dina Burdakova（ロシア）、鈴木歩（日本） - Virzhinia Shalnev（ロシア）
李小渓（中国） - 仲邑菫（日本）、周泓余（中国） - 金恩持（韓国）
曺承亜（韓国） - 殷明明（北米）、盧鈺樺（中華台北） - 汪雨博（中国）
呉依銘（中国） - 牛栄子（日本）、黒嘉嘉（中華台北） - 芮廼偉（中国）
- 2回戦(7/31)

呉侑珍（韓国） - 豊雲、陸敏全（中国） - 鈴木歩、崔精（韓国） - 李小渓、上野愛咲美（日本） - 周泓余
王晨星（中国） - 曺承亜、盧鈺樺 - 李赫（中国）、金彩瑛（韓国）- 呉依銘、黒嘉嘉 - 於之瑩（中国）
- 3回戦(8/1): 呉侑珍 - 陸敏全、 崔精 - 上野愛咲美、 王晨星 - 盧鈺樺、 金彩瑛 - 黒嘉嘉
- 準決勝(9/25): 呉侑珍 - 崔精、 王晨星 - 金彩瑛
- 決勝戦(9/27-28): 呉侑珍 2-0 王晨星

### 福州親族アマチュア囲棋戦
- 優勝:李小敏・池哲杭、準優勝:薛小晶・陳瑞之

### 中国作家囲棋招待戦
- 優勝:呉玄・聶衛平、準優勝:南帆・王汝南

### 世界人工智能囲棋大戦
- 優勝:KataGo・孫騰宇、準優勝:大胖囲棋・曹大元

## 第6回
2023年に、1-3回戦は6月にネット対局で、準決勝、決勝戦は11、12月に福州市で開催された。

### 方式
第5回と同じ。

### 結果
| 1回戦 - 呉依銘（中国） - 仲邑菫（日本） - 高星（中国） - 金京垠（韓国） - 方若曦（中国） - Ariane Ougier（欧州） - 牛栄子（日本） - 唐嘉雯（中国） - 藤沢里菜（日本） - 李小渓（中国） - 鄭有珍（韓国) - 李赫（中国） - 周泓余（中国） - 豊雲（北米） - 殷明明（北米） - Rita Pocsai（欧州） | 2回戦 - 崔精（韓国） - 呉依銘 - 上野愛咲美（日本） - 高星 - 方若曦 - 盧鈺樺（中華台北） - 牛栄子 - 兪俐均（中華台北） - 藤沢里菜 - 王晨星（中国） - 於之瑩（中国） - 鄭有珍 - 周泓余（中国） - 呉侑珍（韓国） - 金彩瑛（韓国） - 殷明明 |

| 3回戦 - 崔精 - 上野愛咲美 - 方若曦 - 牛栄子 - 藤沢里菜 - 於之瑩 - 周泓余 - 金彩瑛 | 準決勝 - 崔精 - 方若曦 - 藤沢里菜 - 周泓余 | 決勝戦 - 崔精 2-0 藤沢里菜 |

## 第7回
本戦は2024年11、12月に福州市で開催された。前回覇者の崔精九段が初戦敗退。
準決勝以降の勝ち上がり
|  | 準決勝                   | 準決勝 |            |    | 決勝三番勝負 | 決勝三番勝負 |
|  |                          |        |            |    |              |              |
|  | 11月27日，福州吴清源会馆 |        |            |    |              |              |
|  |                          |        |            |    |              |              |
|  | 於之莹                   |        |            |    |              |              |
|  | 11月29–12月1日           |        |            |    |              |              |
|  | 上野愛咲美               | 勝     |            |    |              |              |
|  | 上野愛咲美               | 勝     | 上野愛咲美 | 2  |              |              |
|  |                          |        | 上野愛咲美 | 2  |              |              |
|  |                          | 唐嘉雯 | 1          |    |              |              |
|  | 唐嘉雯                   | 唐嘉雯 | 1          | 勝 |              |              |
|  | 唐嘉雯                   |        |            | 勝 |              |              |
|  | 金恩持                   |        |            |    |              |              |
|  |                          |        |            |    |              |              |